# Окрент, Детлеф
Детлеф Окрент (нем. Detlef Okrent; 26 октября 1909, Росток, Мекленбург-Шверин — 24 января 1983, Леверкузен, Северный Рейн-Вестфалия) — немецкий хоккеист на траве, защитник. Серебряный призёр летних Олимпийских игр 1936 года. Штурмбаннфюрер СС.

## Биография
Детлеф Окрент родился 26 октября 1909 года в немецком городе Росток.
Играл в хоккей на траве за «Ростокер».
В 1936 году вошёл в состав сборной Германии по хоккею на траве на летних Олимпийских играх в Берлине и завоевал серебряную медаль. Играл на позиции защитника, провёл 1 матч. Этот поединок стал для него единственным в карьере в составе сборной.
Был членом НСДАП. В 1939 году окончил учёбу и получил профессию юриста. В том же году поступил на службу в СС, служил офицером суда СС в Мюнхене. На эту должность его устроил генерал-лейтенант СС Франц Брейтхаупт, близкий знакомый Генриха Гиммлера. В апреле 1944 года получил звание штурмбаннфюрера СС.
Во время Второй мировой войны занимался расследованием массовых убийств, совершённых 2-й танковой дивизией СС «Рейх» в оккупированной Франции. 7—9 июня 1944 года её бойцы уничтожили 117 человек в городе Тюль, ещё 149 были депортированы (в том числе 101 человек впоследствии погиб в концлагере Дахау). 10 июня 1944 года они устроили массовое убийство в деревне Орадур-сюр-Глан, истребив 642 человека. Сообщается, что Окрент присутствовал на казни граждан в Тюле.
Также готовил доклад для суда в отношении командира батальона дивизии СС «Рейх» Адольфа Дикмана, по результатам его уголовное преследование было прекращено.
После окончания Второй мировой войны помещён в лагерь для интернированных под Гамбургом, предназначенный для членов СС и нацистских чиновников. Здесь он находился в 1945—1948 годах, однако обвинения ему не предъявляли, привлекая только в качестве свидетеля. Впоследствии поддерживал отношения с бывшими коллегами по СС.
После освобождения переехал во Фленсбург, где возобновил хоккейную карьеру, выступая за «Фленсбургер». Позже жил в Кёльне, работал тренером по хоккею на траве и теннису, секретарём спортклуба «Мариенбургер». В 1954 году по служебной необходимости перебрался в Леверкузен.
Умер 24 января 1983 года в Леверкузене.